# 사커볼 (1967년)
사커볼(soccer bowl)은 북미 사커 리그(NASL)의 연례 챔피언십 경기였으며, 1968년부터 1984년까지 개최되었다. 플레이오프에서 올라온 두 팀이 결승에서 맞붙어 NASL 트로피의 주인공을 가렸다. 리그 창설 초기인 1968년부터 1974년까지는 챔피언십 경기(혹은 1971년까지 진행된 시리즈)가 NASL 챔피언십 결승으로 불렸으며, 1984년에는 단판 승부가 3전 2선승제 시리즈인 사커볼 시리즈로 변경되었다.

## 역사
NASL 챔피언십은 1968년에 두 경기 합계 점수 시리즈로 시작하여 1971년에 3전 2선승제 시리즈로 변경되었다. 1972년에는 시드 순위가 높은 팀이 홈 경기를 치르는 단판 챔피언십을 채택했다.

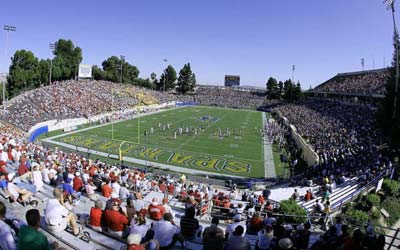
스파르탄 스타디움은 산호세에서 1975년 첫 사커볼을 개최했다.

당시 NASL 커미셔너였던 필 우스넘은 챔피언십 경기에 대한 흥미를 높이고 싶어했다. 그는 NFL의 슈퍼볼처럼 중립 지역에서 일주일간 열리는 챔피언십 행사를 구상했다. 1975년 8월 24일, 첫 번째 사커볼은 스파르탄 스타디움에서 개최되었으며, 탬파베이 로디스가 포틀랜드 팀버스를 꺾었다. 슈퍼볼과 달리 NASL의 연도별 번호 매기기 방식은 로마 숫자를 사용하지 않고(예: 슈퍼볼 IX), 대신 해당 연도의 마지막 두 자리를 사용했다(예: 사커볼 '78).

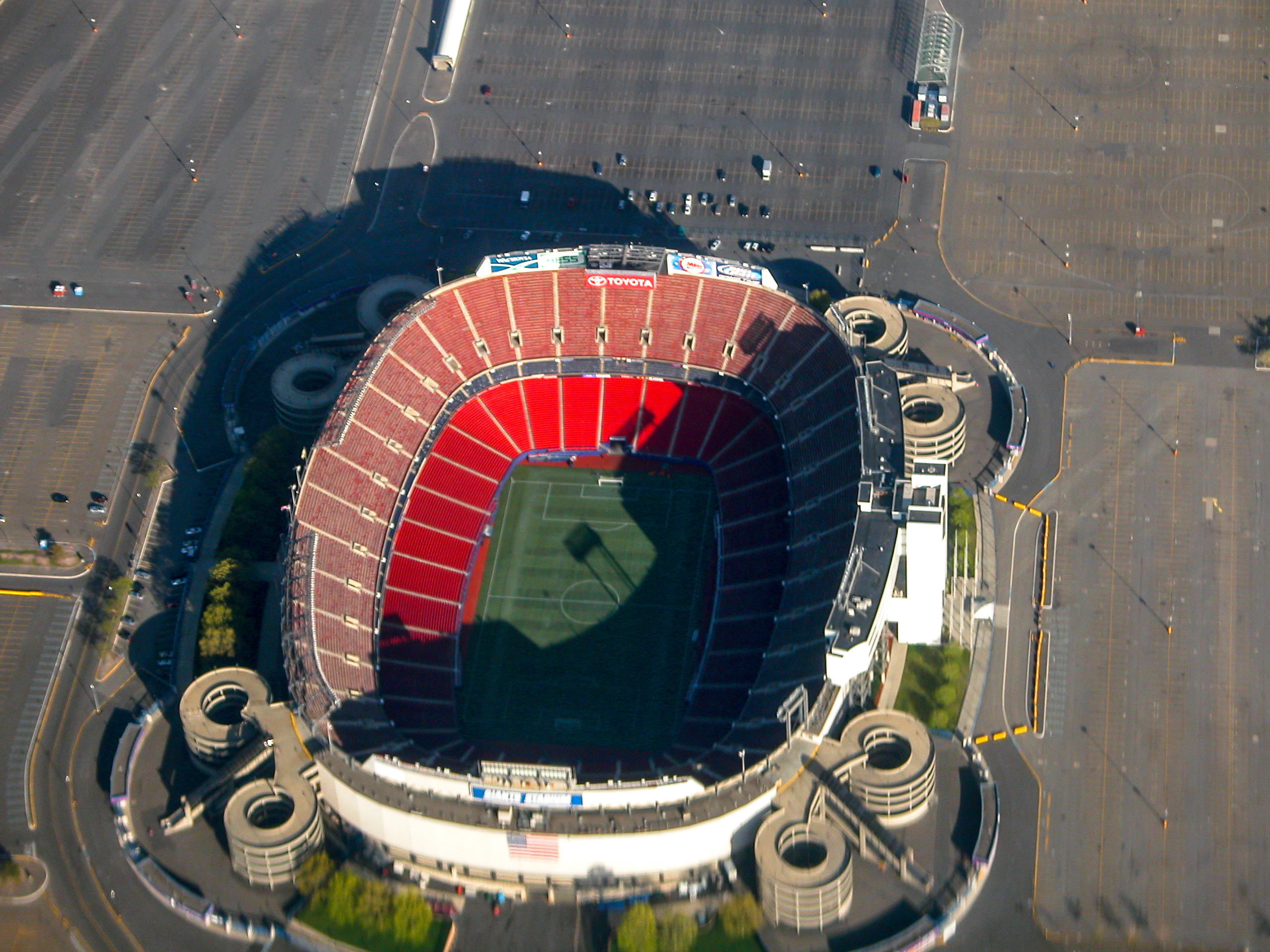
자이언츠 스타디움은 74,091명의 관중을 기록한 사커볼 '78을 개최했다.

우스넘의 지도 아래 사커볼은 주요 스포츠 행사로 자리 잡았다.  가장 많은 관중을 기록한 경기는 사커볼 '78로, 뉴욕 도시권의 자이언츠 스타디움에 74,091명이 모여들었으며, 이는 현재까지 미국에서 열린 어떤 클럽 축구 챔피언십에서도 가장 높은 관중 기록이다.
마지막 사커볼은 3전 2선승제 시리즈 형식으로 돌아왔으며 1984년 10월 초에 열렸다. 리그는 1985년에 운영을 중단했다.

## 포맷
NASL은 역사적으로 챔피언십 경기에 여러 가지 다른 형식을 사용했다.
1968년과 1970년 NASL 결승은 각 팀의 홈 구장에서 한 번씩 두 경기를 치러 합계 점수로 승리팀을 결정하는 시리즈로 진행되었다.
NASL은 1969년 시즌에 17개 팀에서 5개 팀으로 축소되었고, 따라서 결승전이 열리지 않았다. 대신, 유럽의 많은 리그처럼 시즌 종료 시 가장 많은 승점을 얻은 팀에게 우승이 주어졌다.
1971년 NASL 결승은 3전 2선승제 시리즈로 진행되었으며, 1차전과 3차전은 시드 순위가 높은 팀이 홈 경기를 치렀다.
1971년 이후, NASL 챔피언십 결승은 단판 승부로 변경되었다. 1972년부터 1974년까지는 시드 순위가 가장 높은 팀이 홈 경기를 개최했다. 1975년에는 우스넘의 중립 지역 행사 꿈이 현실이 되었고, 사커볼이 탄생했다. 이 형식은 1983년 결승까지 이어졌다.
1984년 리그의 마지막 시즌에는 결승이 다시 3전 2선승제 시리즈로 돌아갔지만, "사커볼"이라는 명칭은 그대로 유지되었고 때로는 "사커볼 시리즈"로도 사용되었다.

## 계승
새로운 마이너 리그인 북미 사커 리그는 2011년에 시작되어 원 리그의 많은 상징을 차용했다. 이 두 번째 리그는 2013년에 챔피언십 경기에 "사커볼"이라는 이름을 사용했으며, 2014년부터 2017년 리그 종료까지는 챔피언십 트로피 자체에만 사용했다.

## 결과
출처: WildStat, NASL, 스티브 디미트리, 사커 타임스
| NASL 챔피언십 결승 (1968–1974) | NASL 챔피언십 결승 (1968–1974)                           | NASL 챔피언십 결승 (1968–1974)                           | NASL 챔피언십 결승 (1968–1974)                           | NASL 챔피언십 결승 (1968–1974)                           | NASL 챔피언십 결승 (1968–1974)                           | NASL 챔피언십 결승 (1968–1974)                           | NASL 챔피언십 결승 (1968–1974)                           |
| 결승                           | 우승                                                     | 준우승                                                   | 점수                                                     | 경기장                                                   | 도시                                                     | 관중                                                     | 합계                                                     |
| ------------------------------ | -------------------------------------------------------- | -------------------------------------------------------- | -------------------------------------------------------- | -------------------------------------------------------- | -------------------------------------------------------- | -------------------------------------------------------- | -------------------------------------------------------- |
| 1968                           | 애틀랜타 치프스                                          | 샌디에고 토로스                                          | 0–0                                                      | 발보아 스타디움                                          | 샌디에고                                                 | 9,360                                                    | 3–0                                                      |
| 1968                           | 애틀랜타 치프스                                          | 샌디에고 토로스                                          | 3–0                                                      | 애틀랜타-풀턴 카운티 스타디움                            | 애틀랜타                                                 | 14,994                                                   | 3–0                                                      |
| 1969                           | (개최되지 않음) 캔자스시티 스퍼스가 리그 우승팀으로 선정 | (개최되지 않음) 캔자스시티 스퍼스가 리그 우승팀으로 선정 | (개최되지 않음) 캔자스시티 스퍼스가 리그 우승팀으로 선정 | (개최되지 않음) 캔자스시티 스퍼스가 리그 우승팀으로 선정 | (개최되지 않음) 캔자스시티 스퍼스가 리그 우승팀으로 선정 | (개최되지 않음) 캔자스시티 스퍼스가 리그 우승팀으로 선정 | (개최되지 않음) 캔자스시티 스퍼스가 리그 우승팀으로 선정 |
| 1970                           | 로체스터 랜서스                                          | 워싱턴 다츠                                              | 3–0                                                      | 아퀴나스 메모리얼                                        | 로체스터                                                 | 9,321                                                    | 4–3                                                      |
| 1970                           | 로체스터 랜서스                                          | 워싱턴 다츠                                              | 1–3                                                      | 브룩랜드 스타디움                                        | 워싱턴 D.C.                                              | 5,543                                                    | 4–3                                                      |
| 1971                           | 댈러스 토네이도                                          | 애틀랜타 치프스                                          | 1–2                                                      | 애틀랜타-풀턴 카운티 스타디움                            | 애틀랜타                                                 | 3,218                                                    | 2–1                                                      |
| 1971                           | 댈러스 토네이도                                          | 애틀랜타 치프스                                          | 4–1                                                      | 프랭클린 스타디움                                        | 댈러스                                                   | 6,456                                                    | 2–1                                                      |
| 1971                           | 댈러스 토네이도                                          | 애틀랜타 치프스                                          | 2–0                                                      | 애틀랜타-풀턴 카운티 스타디움                            | 애틀랜타                                                 | 4,687                                                    | 2–1                                                      |
| 1972                           | 뉴욕 코스모스                                            | 세인트루이스 스타즈                                      | 2–1                                                      | 호프스트라 스타디움                                      | 헴프스테드                                               | 6,102                                                    | –                                                        |
| 1973                           | 필라델피아 애톰스                                        | 댈러스 토네이도                                          | 2–0                                                      | 텍사스 스타디움                                          | 어빙                                                     | 18,824                                                   | –                                                        |
| 1974                           | 로스앤젤레스 아즈텍스                                    | 마이애미 토로스                                          | 3–3 (5–3, p.)                                            | 마이애미 오렌지 볼                                       | 마이애미                                                 | 15,507                                                   | –                                                        |
| 사커볼 (1975–1983)             |                                                          |                                                          |                                                          |                                                          |                                                          |                                                          |                                                          |
| 1975                           | 탬파베이 로디스                                          | 포틀랜드 팀버스                                          | 2–0                                                      | 스파르탄 스타디움                                        | 산호세                                                   | 17,483                                                   | –                                                        |
| 1976                           | 토론토 메트로스-크로아티아                               | 미네소타 킥스                                            | 3–0                                                      | 킹돔                                                     | 시애틀                                                   | 25,765                                                   | –                                                        |
| 1977                           | 뉴욕 코스모스                                            | 시애틀 사운더스                                          | 2–1                                                      | 시빅 스타디움                                            | 포틀랜드                                                 | 35,548                                                   | –                                                        |
| 1978                           | 뉴욕 코스모스                                            | 탬파베이 로디스                                          | 3–1                                                      | 자이언츠 스타디움                                        | 이스트러더퍼드                                           | 74,901                                                   | –                                                        |
| 1979                           | 밴쿠버 화이트캡스                                        | 탬파베이 로디스                                          | 2–1                                                      | 자이언츠 스타디움                                        | 이스트러더퍼드                                           | 50,699                                                   | –                                                        |
| 1980                           | 뉴욕 코스모스                                            | 포트로더데일 스트라이커스                                | 3–0                                                      | RFK 스타디움                                             | 워싱턴 D.C.                                              | 50,768                                                   | –                                                        |
| 1981                           | 시카고 스팅                                              | 뉴욕 코스모스                                            | 0–0 (2–1, p.)                                            | 엑시비션 스타디움                                        | 토론토                                                   | 36,971                                                   | –                                                        |
| 1982                           | '뉴욕 코스모스                                           | 시애틀 사운더스                                          | 1–0                                                      | 잭 머피 스타디움                                         | 샌디에고                                                 | 22,634                                                   | –                                                        |
| 1983                           | 털사 라프넥스                                            | 토론토 블리자드                                          | 2–0                                                      | BC 플레이스                                              | 밴쿠버                                                   | 53,326                                                   | –                                                        |
| 사커볼 시리즈 (1984)           |                                                          |                                                          |                                                          |                                                          |                                                          |                                                          |                                                          |
| 1984                           | 시카고 스팅                                              | 토론토 블리자드                                          | 2–1                                                      | 코미스키 파크                                            | 시카고                                                   | 8,352                                                    | 2–0                                                      |
| 1984                           | 시카고 스팅                                              | 토론토 블리자드                                          | 3–2                                                      | 배서티 스타디움                                          | 토론토                                                   | 16,842                                                   | 2–0                                                      |

각주
1. ↑  결승전은 개최되지 않았다. 캔자스시티가 정규 시즌 1위로 챔피언십을 획득했다.
2. 1 2  경기 승리 결과, 3전 2선승제 시리즈
3. ↑  1977년부터 1984년까지 NASL은 동점 경기를 위한 승부차기 절차의 변형을 가졌다. 승부차기는 골대에서 35야드 떨어진 곳에서 시작되었고 선수는 슈팅을 시도할 5초를 허용받았다. 선수는 시간 내에 브레이크어웨이 상황에서 원하는 만큼 움직일 수 있었다. 이 시대 NASL 절차는 승부차기 승리 팀에게 박스 스코어에 추가 "골"을 부여하도록 규정했다.[9][10]

## 같이 보기
- 북미 사커 리그
- 미국 축구 리그 시스템
- 캐나다 축구 리그 시스템
- 북미 사커 리그 (1968–1984)
- 내셔널 프로페셔널 사커 리그 (1967)
- 유나이티드 사커 어소시에이션
- 북미 사커 리그 (1968–1984) on television
- 미국 축구 리그 기록 관중
- 사커볼
- MLS컵